# Nagy Egyezmény
A Nagy Egyezmény kifejezés Frank Herbert A Dűne regényeiben szerepel. A Liga űrmonopóliumának létrejötte után írták alá, 337-ben.
A Űrliga, a Nagy Házak és a Császárság hatalmi egyensúlyban levő hármasa által kényszerítő erővel fenntartott egyetemes fegyverszünet. Legfőbb előírása megtiltja az atomfegyverek alkalmazását emberi célpontok ellen. A Nagy Egyezmény mindegyik előírása így kezdődik: "A formákat be kell tartani."